# Herklotsichthys quadrimaculatus
Herklotsichthys quadrimaculatus és una espècie de peix pertanyent a la família dels clupeids.

## Descripció
- Pot arribar a fer 25 cm de llargària màxima (normalment, en fa 10).
- 13-21 radis tous a l'aleta dorsal i 12-23 a l'anal.[5][6][7]

## Alimentació
Els juvenils mengen zooplàncton (sobretot, copèpodes), mentre que els adults es nodreixen de quetògnats, poliquets, gambes i peixets.

## Depredadors
A les illes Hawaii és depredat per Sphyrna lewini.

## Hàbitat
És un peix marí i d'aigua salabrosa, associat als esculls i de clima tropical (39°N-33°S, 29°E-178°W) que viu entre 1-13 m de fondària.

## Distribució geogràfica
Es troba des de l'Àfrica oriental, Madagascar i Maurici fins al Japó, l'est d'Austràlia i Samoa. Ha estat introduït a Hawaii.

## Ús comercial
Es comercialitza fresc i en salaó.